# Bassala Touré
Bassala Touré (ur. 21 lutego 1976 w Bamako) – piłkarz malijski grający na pozycji ofensywnego pomocnika.

## Kariera klubowa
Touré piłkarską karierę rozpoczął w ojczyźnie, w Stade Malien. W wieku 17 lat wyjechał do Maroka i w latach 1993–1996 występował w klubie Kawkab AC z Marrakeszu. Lata 1996-1998 Malijczyk spędził w Kuwejcie. Występował wtedy w drużynie Al-Arabi Kuwejt. Latem 1998 wyjechał do Grecji. Jego pierwszym klubem w tym kraju był drugoligowy Athinaikos. W 2000 roku wywalczył z nim awans do greckiej ekstraklasy, jednak już po sezonie zespół spadł z ligi i przez kolejne 2 lata Touré grał z Athinaikosem w drugiej lidze. W styczniu 2003 roku przeszedł do innego zespołu z tej ligi, Kerkiry z wyspy Korfu. Tam występował do zimowego okna transferowego 2005 i wtedy podpisał kontrakt z APO Lewadiakos. W tym samym sezonie pomógł klubowi w awansie do pierwszej ligi, jednak w tej klasie rozgrywkowej zespół z miasta Liwadia spędził rok. W sezonie 2007/2008 Bassala znów występował z Lewadiakosem w Alpha Ethniki. W sezonie 2009/2010 był piłkarzem drugoligowego GS Ilioupoli.
| Sezon   | Klub            | Kraj   | Rozgrywki              | Mecze | Bramki |
| ------- | --------------- | ------ | ---------------------- | ----- | ------ |
| 1991/92 | Stade Malien    | Mali   | Première Division      | ?     | ?      |
| 1992/93 | Stade Malien    | Mali   | Première Division      | ?     | ?      |
| 1993/94 | Kawkab AC       | Maroko | GNF 1                  | ?     | ?      |
| 1994/95 | Kawkab AC       | Maroko | GNF 1                  | ?     | ?      |
| 1995/96 | Kawkab AC       | Maroko | GNF 1                  | ?     | ?      |
| 1996/97 | Al-Arabi Kuwejt | Kuwejt | Kuwaiti Premier League | ?     | ?      |
| 1997/98 | Al-Arabi Kuwejt | Kuwejt | Kuwaiti Premier League | ?     | ?      |
| 1998/99 | Athinaikos      | Grecja | Beta Ethniki           | 16    | 1      |
| 1999/00 | Athinaikos      | Grecja | Beta Ethniki           | 30    | 2      |
| 2000/01 | Athinaikos      | Grecja | Alpha Ethniki          | 20    | 2      |
| 2001/02 | Athinaikos      | Grecja | Beta Ethniki           | 16    | 0      |
| 2002/03 | Athinaikos      | Grecja | Beta Ethniki           | 4     | 0      |
| 2002/03 | Kerkira         | Grecja | Beta Ethniki           | 13    | 0      |
| 2003/04 | Kerkira         | Grecja | Beta Ethniki           | 19    | 0      |
| 2004/05 | Kerkira         | Grecja | Beta Ethniki           | 3     | 0      |
| 2004/05 | APO Lewadiakos  | Grecja | Beta Ethniki           | 13    | 1      |
| 2005/06 | APO Lewadiakos  | Grecja | Alpha Ethniki          | 27    | 0      |
| 2006/07 | APO Lewadiakos  | Grecja | Beta Ethniki           | 22    | 0      |
| 2007/08 | APO Lewadiakos  | Grecja | Alpha Ethniki          | 14    | 1      |
| 2008/09 | APO Lewadiakos  | Grecja | Alpha Ethniki          | 17    | 0      |
| 2009/10 | GS Ilioupoli    | Grecja | Beta Ethniki           | 8     | 0      |

## Kariera reprezentacyjna
W reprezentacji Mali Touré zadebiutował w 23 lutego 1994 roku w zremisowanym 0:0 towarzyskim meczu z Ghaną, rozegranym w Bamako. W 1994 roku był w kadrze Mali na Puchar Narodów Afryki 1994. W 2002 roku został powołany przez Henryka Kasperczaka do kadry na Puchar Narodów Afryki 2002, na którym Mali zajęło 4. miejsce. Dwa lata później Bassala powtórzył ten sukces podczas PNA 2004. W 2008 roku Jean-Francois Jodar powołał go do reprezentacji w trzecim w karierze Pucharze Narodów Afryki. Od 1994 do 2008 rozegrał w kadrze narodowej 69 meczó i strzelił 11 goli.